# Janów (powiat skierniewicki)
Janów – wieś w Polsce położona w województwie łódzkim, w powiecie skierniewickim, w gminie Kowiesy.
W latach 1975–1998 miejscowość należała administracyjnie do województwa skierniewickiego.